# Igreja Anglicana de Mocambique e Angola
Die Igreja Anglicana de Mocambique e Angola (deutsch Anglikanische Kirche in Mosambik und Angola) ist eine 2021 gebildete Mitgliedskirche der Anglikanischen Gemeinschaft. Sie gehört zu den jüngsten eigenständigen Provinzen der Anglikanischen Gemeinschaft und umfasst die portugiesischsprachigen Länder Mosambik und Angola.

## Geschichte
Die anglikanischen Gemeinden der südlichen Hemisphäre gehörten anfangs zur Diözese Kalkutta der Church of England (heute eine Diözese der Church of North India). Im Jahre 1847 kam es zur ersten Gründung einer Diözese in der Kapkolonie. Später bildete sich die Church of the Province of Southern Africa (CPSA). 1893 wurde im Gebiet der damaligen portugiesischen Kolonie Mosambik die Diözese Lebombo gegründet. Durch Teilung der Diözese kamen später die Diözesen Niassa und Nampula dazu. In Angola wurde erst 2003 eine Missionsdiözese gegründet, die 2019 zur regulären Diözese erhoben wurde. Im September 2021 trennten sich die Diözesen in Mosambik und Angola von der Anglican Church of Southern Africa ab.
Erster amtierender Presiding Bishop (Primas) wurde Carlos Matsinhe, der Bischof der Diözese Lebombo, erster Dean Andre Soares, der Bischof von Angola. Zu den vier Gründungsdiözesen kamen 2022 sieben weitere hinzu, deren Bischöfe im Juni 2022 geweiht wurden. 2023 wurde mit Filomena Tete Estevão (Diözese Bom Pastor) die erste Bischöfin der Kirche (zugleich die erste in Angola) gewählt.
2025 übernahm Vicente Msosa, Bischof der Zambezia Missionary Diocese, das Amt des Primas.

## Diözesen in Mosambik
- Diözese Lebombo
- Diözese Niassa
- Diözese Nampula
- Missionsdiözese Pungue River
- Missionsdiözese Maciene
- Missionsdiözese Inhambane
- Missionsdiözese Tete
- Missionsdiözese Zambesia

## Diözesen in Angola
- Diocese Bom Pastor
- Central and South Angola Missionary Diocese
- Diocese Christ the King Uige
- Divine Hope Missionary Diocese